# I horodia tou haritona
I horodia tou haritona é um filme de drama grego de 2005 dirigido e escrito por Grigoris Karantinakis. Foi selecionado como representante da Grécia à edição do Oscar 2006, organizada pela Academia de Artes e Ciências Cinematográficas.

## Elenco
- George Corraface - Chariton
- Maria Nafpliotou - Eleni
- Akilas Karazisis - Dimitriou
- Christos Stergioglou - Drakos